# Prefix telefonic 623 (Statele Unite ale Americii)
Harta de alături este interactivă; dacă plasați cursorul pe o anumită zonă a unui prefix telefonic, puteți accesa direct pagina dedicată acelui prefix (dacă aceasta există).
Prefixul telefonic 623 nord-american face parte din cele folosite în Canada și în Statele Unite ale Americii fiind unul din cele cinci prefixe telefonice (alături de 480, 520, 602 și 928) folosite în statul Arizona.
Prefixul telefonic 623, conform originalului, area code 623, este un prefix al statului Arizona, care a fost realizat prin divizarea fostului Area code 602 simultan în trei prefixe 480, 602 și 623 la 1 aprilie 1999, datorită creșterii explozive a populației zonei metropolitane Phoenix din anii 1990.  Partea vestică și extremitatea nord-vestică a fostei zone acoperite de prefixul 602, au devenit parte a acoperirii prefixului 623, în timp ce orașul Phoenix, nucleul zonei metropolitane omonime a păstrat prefixul 602, iar estul,  nord-estul și sud-estul zonei, precum Ahwatukee, cartierul situat la sud de South Mountain, orașele Apache Juction, Chandler, Fountain Hills, Mesa, Scottsdale, Tempe, au preluat prefixul 480.
Prefixul telefonic 623 acoperă aproape integral Glendale (cu excepția unei mici porțiuni la nord de Arizona Canal și la sud de Union Hills, care este 602), dar integral orașele Avondale, Buckeye, El Mirage, Goodyear, Peoria, Sun City, Sun City West, Surprise, Tolleson și Youngtown, respectiv o bună parte a vestului orașului Phoenix, între Arizona Canal, la nord, și rezervația amerindienilor, cunoscută sub numele de Gila River Indian Reservation, la sud.
| Prefixele telefonice ale statului american Arizona sunt 480, 520, 602, 623 și 928. | Prefixele telefonice ale statului american Arizona sunt 480, 520, 602, 623 și 928. | Prefixele telefonice ale statului american Arizona sunt 480, 520, 602, 623 și 928. |
| ---------------------------------------------------------------------------------- | ---------------------------------------------------------------------------------- | ---------------------------------------------------------------------------------- |
|                                                                                    | Nord 928                                                                           |                                                                                    |
| Vest 928                                                                           | 623                                                                                | Est 480, 520, 602                                                                  |
|                                                                                    | Sud 928                                                                            |                                                                                    |